# 兜题
兜题（?—?），东汉时疏勒王，本来是龟兹人，任龟兹左侯。
永平十七年（74年），龟兹王建是匈奴所立，倚仗匈奴的威势，控制西域北道。进攻疏勒，杀死了疏勒王成。将龟兹大臣兜题立为新王。东汉大臣班超等人由偏道抵达疏勒，距城九十里处扎营，派属官田虑去劝兜题投降。班超对田虑说：“兜题本不是疏勒人，疏勒人一定不听他的。若他不立即投降，便将他逮捕。”兜题见田虑一行势单力薄，没有投降之意。田虑乘其不备，劫持了兜题。兜题的随从都逃跑了。田虑派人驰马报告班超。班超进城，召集疏勒全体官员，数落龟兹王的罪行，立疏勒王成哥哥的儿子忠为疏勒王。班超问忠君臣如何处置兜题，众人表示：“应杀死兜题。”班超以为应当让龟兹知道汉朝的恩威，于是放走兜题。